# Les Matins de France Culture
Les Matins de France Culture sont la tranche matinale de la station radiophonique française France Culture, entre 6 h 30 et 9 h, depuis 2002. Reprenant un format préexistant (notamment Culture Matin animé par Antoine Spire, puis Jean Lebrun de 1992 à 1995), l'émission est consacrée à l'information, un entretien avec un ou plusieurs invités et des chroniques quotidiennes. Depuis 2015, elle est produite et animée par Guillaume Erner, qui a succédé à Marc Voinchet (2009-2015), Ali Baddou (2006-2009) et Nicolas Demorand (2002-2006).
Pour la saison 2023-2024, les tranches d'informations sont présentées à 6 h 30, 7 h, 8 h et 8 h 45, notamment par Margot Delpierre et Catherine Duthu.

## Projet de l'émission
Les invités viennent d'horizons variés : artistes, créateurs, intellectuels, hommes politiques, universitaires, écrivains, plus rarement scientifiques ou ingénieurs. L'émission cherche à inscrire l'information quotidienne dans une perspective large, à être « un véritable espace d'analyse, d'approfondissement et de décryptage du monde contemporain »[réf. nécessaire].

## Évolutions

### 2002-2006
L'émission était présentée par Nicolas Demorand.
Les chroniqueurs y furent :
- Véronique Grappe-Nahou pour une chronique quotidienne de 2002 à 2004,
- Olivier Pastré pour une chronique économique à 7h15 à partir de février 2005,
- Thierry Garcin et Éric Laurent pour Les Enjeux internationaux à 7h20,
- Alain-Gérard Slama pour sa chronique à 7h45,
- Alexandre Adler pour une chronique internationale à 8h15,
- Arianne Bouissou pour la revue de presse européenne de 2002 à 2004
- Anne Coudin pour la revue de presse européenne de 2004 à 2005
- Cécile de Kervasdoué pour la revue de presse européenne de 2005 à 2006
- Miguel Benasayag pour une chronique quotidienne à 8h40, entre mars 2003 et mars 2004,
- Geneviève Fraisse pour une chronique quotidienne à 8h40, entre mars et juillet 2004,
- Olivier Duhamel pour une chronique politique à 8h30 à partir de septembre 2004,
- Marc Kravetz pour une revue de presse internationale à partir de mars 2003 puis pour le Portrait du jour dès septembre 2004,
- Jean-Louis Ezine pour une revue de presse.

### 2006-2009
De 2006 à 2009, l'émission était animée par Ali Baddou, Louise Tourret étant productrice adjointe.
Les chroniqueurs, quotidiens, étaient :
- Olivier Pastré pour une chronique économique à 7h15 (uniquement en 2006-2007)
- Thierry Garcin et Éric Laurent pour les Enjeux internationaux à 7h20
- Cécile de Kervasdoué, pour une revue de presse internationale à 7 h 35
- Alain-Gérard Slama, à 7 h 55
- Alexandre Adler, sur les affaires internationales, à 8 h 15
- Olivier Duhamel sur la politique et l’actualité constitutionnelle, à 8 h 30
- Marc Kravetz, pour le portrait du jour à 8 h 55

À partir de septembre 2007, la chronique de 7h25 est confiée à une femme: Corinne Lepage le lundi sur l'écologie, Caroline Eliacheff le mardi sur la pédopsychiatrie, Catherine Clément le mercredi sur les  cultures du monde, Géraldine Muhlmann le jeudi sur la liberté de la presse et Rachida Brakni le vendredi sur l'actualité culturelle.
Pour la saison 2008-2009, les chroniqueuses de 7h25 sont Clémentine Autain le jeudi et Caroline Fourest le vendredi.

### 2009-2010
En 2009-2010, Marc Voinchet devient l'animateur des matins.
Les chroniqueurs quotidiens, étaient :
- Hubert Huertas pour un entretien politique En toute franchise à 7h13
- Thierry Garcin et Éric Laurent pour les Enjeux internationaux à 7h20
- Cécile Ladjali le lundi, Clémentine Autain le mardi, Danièle Sallenave le mercredi, Caroline Eliacheff le jeudi et Caroline Fourest le vendredi pour la chronique de 7h25,
- Cécile de Kervasdoué, pour une revue de presse internationale à 7 h 35
- Olivier Duhamel pour sa chronique politique à 7 h 55
- Alexandre Adler, sur les affaires internationales, à 8 h 15
- Alain-Gérard Slama, à 8 h 30
- Marc Kravetz, pour le portrait du jour à 8 h 55

### 2010-2011
A la rentrée de septembre 2010, Olivier Duhamel quitte France Culture, il est remplacé à 7 h 55 par la chronique de Philippe Meyer "Le Toutologue".
À partir de janvier 2011, la station remanie la matinale, comme suit :
- Thierry Garcin et Éric Laurent pour les Enjeux internationaux à 6h50,
- Cécile de Kervasdoué, pour une revue de presse internationale à 7 h 12,
- Hubert Huertas pour son entretien politique En toute franchise à 7h17,
- Alexandre Adler, sur les affaires internationales, à 7h24,
- Julie Clarini pour sa chronique Les idées claires à 7h35 du lundi au jeudi, en alternance le vendredi avec « Le monde selon Hubert Védrine », un entretien entre l'ancien ministre et Jean-Marc Four.
- Philippe Meyer, Le Toutologue à 7 h 55,
- Alain-Gérard Slama, à 8 h 15,
- Caroline Fourest, Flore Vasseur, Caroline Eliacheff, Clémentine Autain et Danièle Sallenave pour la chronique de 8h45
- Laure Adler, François Angelier, Sylvain Bourmeau et Arnaud Laporte pour la chronique culturelle Tout feu, tout flamme à 8h50.

Le portrait du jour de Marc Kravetz disparaît en janvier 2011, ce dernier participant désormais à l'émission Culturesmondes avec Florian Delorme.

### 2011-2012
En 2011-2012, les chroniqueurs quotidiens sont :
- Jacques Munier pour L'essai et la revue du jour à 6 h 40
- Jean-Louis Ezine pour sa chronique à 6h42
- Thierry Garcin et Éric Laurent pour Les Enjeux internationaux à 6 h 45
- Pour la chronique Le monde selon à 7h20: Corinne Lepage, Raphaël Enthoven, Alain-Gérard Slama, Emmanuel Todd (septembre-décembre 2011), Gilles Kepel (janvier-juillet 2012) et Hubert Védrine,
- Thomas Cluzel, avec sa revue de presse internationale, à 7 h 25
- Pour la chronique Les idées claires à 7h35: Clémentine Autain, Leyla Dakhli, Caroline Eliacheff, Agnès Bénassy-Quéré et Danielle Sallenave,
- Hubert Huertas, et son billet politique à 7h40,
- Philippe Meyer, Le Toutologue à 7 h 55,
- Brice Couturier, à 8 h 15,
- Pour la chronique Tout feu, tout flamme à 8h50: François Angelier, Laure Adler, Sébastien Le Fol et Sylvain Bourmeau.

### 2012-2013
En 2012-2013, les chroniqueurs quotidiens sont :
- Jacques Munier pour L'essai et la revue du jour à 6h40
- Jean-Louis Ezine pour sa chronique à 6h42
- Thierry Garcin et Eric Laurent pour Les Enjeux internationaux à 6h45
- Pour la chronique Le monde selon à 7h20: Stéphane Rozès, Laure Adler, Noëlle Lenoir, Étienne Klein et Hubert Védrine
- Thomas Cluzel, avec sa revue de presse internationale, à 7 h 25
- Hubert Huertas, et son billet politique à 7h40
- Pour la chronique Les idées claires à 7h40: Sylvain Kahn, Philippe Manière, Caroline Eliacheff, Agnès Bénassy-Quéré et Danièle Sallenave,
- Philippe Meyer, Le Toutologue à 7 h 55,
- Brice Couturier, à 8 h 15,
- Tout feu tout flamme à 8h50 avec des journalistes de la presse écrite.

### 2013-2014
En 2013-2014, les chroniqueurs quotidiens sont :
- Jacques Munier pour L'essai et la revue du jour à 6h40
- Thierry Garcin et Eric Laurent pour Les Enjeux internationaux à 6h45
- Pour la chronique Le monde selon à 7h20: Stéphane Rozès, Caroline Fourest, Edwy Plenel, Etienne Klein et Hubert Védrine,
- Thomas Cluzel, avec sa revue de presse internationale, à 7 h 25
- Pour la chronique Les idées claires à 7h40: Thierry Pech, Philippe Manière, Caroline Eliacheff, Agnès Bénassy-Quéré et Danielle Sallenave,
- Hubert Huertas, et son billet politique à 7h40, remplacé par Benoît Bouscarel dès janvier 2014[1],
- Philippe Meyer, Le Toutologue à 7 h 55,
- Brice Couturier, à 8 h 15,
- Xavier de la Porte pour Ce qui nous arrive sur la toile à 8h45
- Mathieu Conquet pour Ce qui nous arrive en musique à 8h50.
- Ce qui nous arrive avec... à 8h55 par des journalistes de la presse écrite.

### 2014-2015
En 2014-2015, les chroniqueurs quotidiens sont :
- Jacques Munier pour L'essai et la revue du jour à 6h40
- Thierry Garcin et Eric Laurent pour Les Enjeux internationaux à 6h45
- Frédéric Métézeau pour Le billet politique à 7h15
- Pour la chronique Le monde selon à 7h20: Caroline Fourest, Philippe Manière, Caroline Eliacheff, Edwy Plenel et Hubert Védrine,
- Thomas Cluzel, avec sa revue de presse internationale, à 7 h 25
- Brice Couturier, à 8 h 15,
- Nicolas Martin pour Ce qui nous arrive demain à 8h45
- Mathieu Conquet pour Ce qui nous arrive en musique à 8h50,
- Ce qui nous arrive avec... à 8h55 par des journalistes de la presse écrite.

### 2015-2016
En septembre 2015, Guillaume Erner prend la tête des Matins de France Culture et les chroniqueurs quotidiens sont :
- Jacques Munier pour « Le Journal des idées » à 6 h 40.
- Marie Viennot pour « Le Billet économique » à 6 h 45.
- Thierry Garcin pour « Les enjeux internationaux » à 6 h 50.
- Stéphane Robert pour « Le billet politique » à 7 h 15, remplacé par Benoît Bouscarel en janvier 2016,
- Pour la chronique Le monde selon à 7h20: Caroline Fourest, Philippe Manière, Gilles Kepel, Caroline Eliacheff et Hubert Védrine,
- Thomas Cluzel avec sa revue de presse internationale à 7 h 25,
- Brice Couturier pour « Les idées claires » à 7 h 56.
- Matthieu Conquet pour « La Revue musicale » à 8 h 43.
- Nicolas Martin pour « La Revue de presse » à 8 h 49,
- Hélène Deyle pour « La Revue des images » à 8h52 (septembre-décembre 2015),
- Xavier de La Porte pour « La Revue numérique » le mercredi à 8h45 à partir de janvier 2016,
- La "séquence des partenaires" à 8h55 avec des journalistes de la presse écrite.

### 2016-2017
Les Matins de France Culture sont programmés entre 7h et 9h avec les chroniques suivantes :
- Marie Viennot pour "Le Billet économique" à 7h12
- Thomas Cluzel pour "La revue de presse internationale" à 7h25
- Frédéric Says pour "Le billet politique" à 8h15
- Xavier de La Porte pour "La vie numérique" à 8h40
- Zoé Sfez pour "Le journal de la culture" à 8h45
- Mathieu Conquet pour "L'actualité musicale" à 8h50
- La "séquence des partenaires" à 8h55 avec des journalistes de la presse écrite.

### Depuis 2017
Depuis 2017 les chroniqueurs quotidiens ont été :
- Thomas Cluzel pour "La revue de presse internationale" à 7h25, remplacé par Camille Magnard en septembre 2018
- Frédéric Says pour "Le billet politique" à 8h15, remplacé par Jean Leymarie en septembre 2022
- Mathilde Serell pour "Le billet culturel" (2017-2019) puis "La Théorie" (2019-2020) à 8h50,
- Aurélien Bellanger pour "La conclusion" en fin d'émission (2017-2020)
- La "séquence des partenaires" à 8h55 avec des journalistes de la presse écrite (2017-2019),
- Hervé Gardette pour "La transition" à 8h45 depuis 2019
- Géraldine Mosna-Savoye pour "Le carnet de philo" à 8h50 depuis 2020
- Arnaud Laporte pour "A quoi pensez-vous" à 8h55 depuis 2020.

## Critiques
Le chercheur Hervé Glevarec a critiqué la moyenne d'âge des invités (environ 57 ans), laissant très peu de place aux générations plus jeunes.
L'association Acrimed considère qu'en matière économique, les invités s'inscrivent très majoritairement dans le courant libéral, « de gauche » ou « de droite ».
Pour l'économiste Frédéric Lordon, l'émission laisse une place prépondérante aux membres du cercle de réflexion de la gauche social-démocrate Terra Nova, qui « truste plus de la moitié des interventions ».